# پارک وحدت بروجرد
بوستان وحدت (پارک وحدت) یک پارک شهری در شهر بروجرد است. این پارک در ناحیه مرکزی شهر و در نزدیکی بازار و مسجد جامع این شهر قرار گرفته است. 
این پارک در زمان پهلوی با نام پارک لیلا بر روی خرابه های محله چال قلعه ساخته شد. 

## بخش ها و امکانات پارک
- کتابخانه عمومی علامه بحرالعلوم
- زورخانه وحدت
- خانه کشتی بروجرد [۱]
- محوطه بازی کودکان
- سرویس بهداشتی

## گالری تصاویر

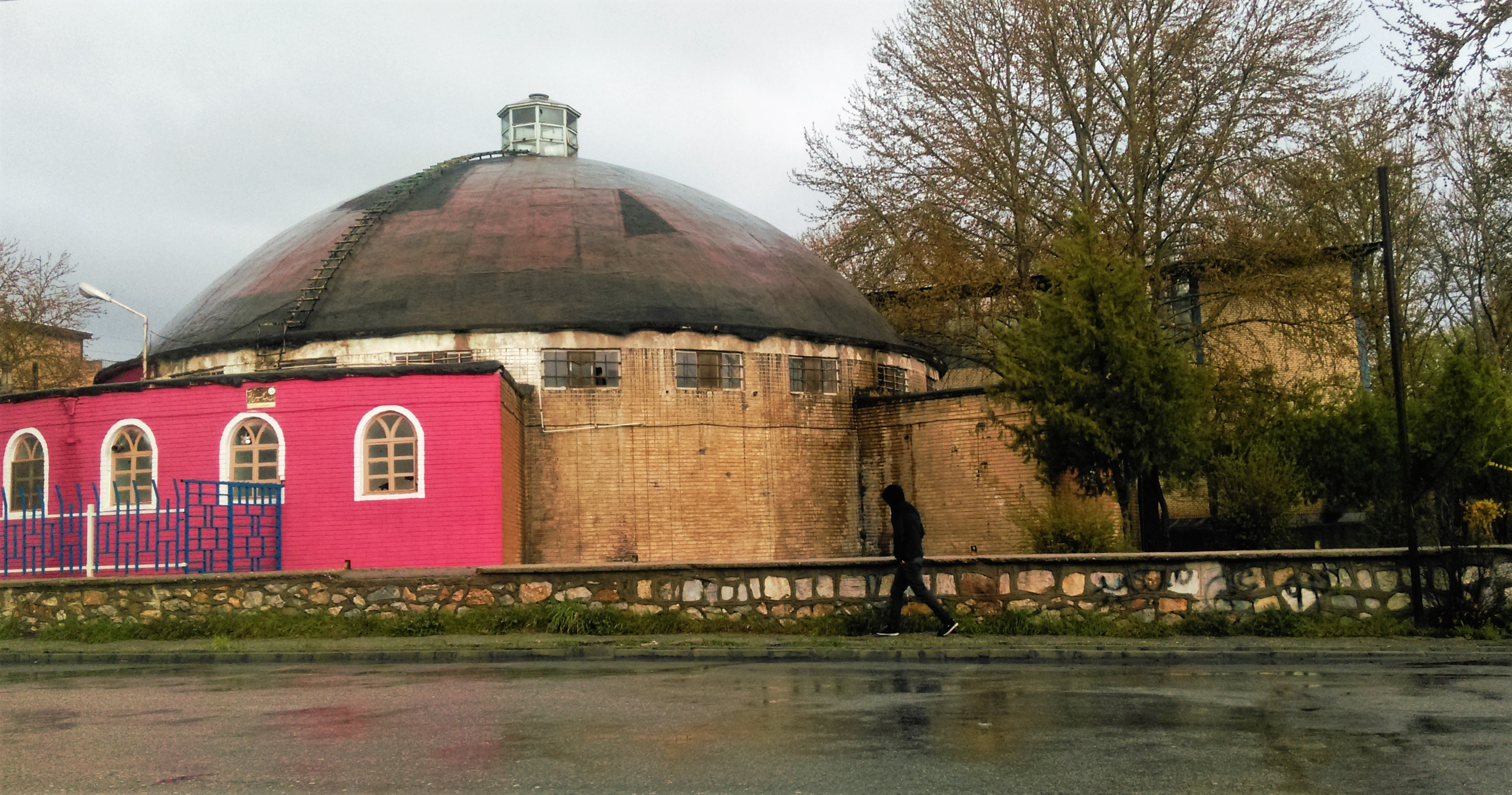
زورخانه وحدت